# Антон Грассер
Антон Грассер (нім. Anton Grasser; нар. 3 листопада 1891, Боссендорф, Ельзас-Лотарингія — пом. 3 листопада 1976, Штутгарт) — німецький воєначальник часів Третього Рейху, генерал від інфантерії (1944) Вермахту. Кавалер Лицарського хреста Залізного хреста з дубовим листям (1943). Після війни служив у Федеральній прикордонній службі ФРН.

## Біографія
Учасник Першої світової війни. Після закінчення війни звільнений за армії. Служив у Баденській земельній поліції. В 1935 році повторно вступив у армію. З 1 жовтня 1936 року — командир 1-го батальйону 119-го піхотного полку. В 1940 році призначений командиром полку. У складі 25-ї піхотної дивізії 18-го армійського корпусу 9-ї армії брав участь у Французькій кампанії. З 4 лютого 1942 року — командир 25-ї моторизованої дивізії на радянсько-німецькому фронті. Воював у складі групи армій «Центр». З 15 листопада по 9 грудня 1943 року виконував обов'язки командира 56-го танкового корпусу. З 1 січня по 11 травня 1944 року — командир 26-го армійського корпусу. 3 липня 1944 року поставлений на чолі спішно створеної армійської групи «Нарва», яка оборонялась в Естонії. З 10 жовтня 1944 року — командувач 11-ю армією у складі групи армій «Північ». В березні 1945 року переведений в резерв ОКГ. Після закінчення війни служив у прикордонній охороні. В 1951-53 роках — командувач прикордонним округом «Захід».

## Нагороди
- Залізний хрест
  - 2-го класу (18 червня 1915)
  - 1-го класу (6 червня 1916)
- Нагрудний знак «За поранення» в сріблі
- Почесний хрест ветерана війни з мечами (1 липня 1935)
- Медаль «За вислугу років у Вермахті» 4-го, 3-го, 2-го і 1-го класу (25 років)
- Застібка до Залізного хреста
  - 2-го класу (21 травня 1940)
  - 1-го класу (8 червня 1940)
- Лицарський хрест Залізного хреста з дубовим листям
  - лицарський хрест (16 червня 1940)
  - дубове листя (№ 344; 5 грудня 1943)
- Штурмовий піхотний знак в сріблі
- Нагрудний знак «За поранення» в сріблі
- Медаль «За зимову кампанію на Сході 1941/42»
- Німецький хрест в золоті (11 березня 1943)
- Відзначений у Вермахтберіхт (23 вересня 1943)
- Орден «За заслуги перед Федеративною Республікою Німеччина», командорський хрест (1953)

Військова кар'єра
- 1 жовтня 1913 — волонтер
- 27 січня 1915 — унтер-офіцер
- 2 липня 1917 — лейтенант

- 15 квітня 1920 — лейтенант поліції
- 1 червня 1921 — обер-лейтенант поліції
- 1 січня 1923 — гауптман поліції
- 1 серпня 1935 — майор поліції

- 16 травня 1936 — майор
- 1 березня 1938 — оберст-лейтенант
- 1 березня 1941 — оберст
- 1 квітня 1942 — генерал-майор
- 1 січня 1943 — генерал-лейтенант
- 1 травня 1944 — генерал від інфантерії

- 21 листопада 1950 — генерал-інспектор поліції порядку
- 18 травня 1951 — інспектор прикордонної служби